# Thorius dubitus
La salamandra pigmea de Acultzingo (Thorius dubitus) es una especie de salamandra en la familia Plethodontidae y es endémica del Centro-Oeste de Veracruz, de México1.

## Clasificación y descripción de la especie
Es una salamandra de la familia Plethodontidae del orden Caudata. El género Thorius es uno de los vertebrados más pequeños que existen. Esta especie es de talla pequeña y cuerpo poco robusto. Alcanza una longitud de 19 a 20 cm. La cola es corta y robusta. Los nostrilos son alargados y grandes. Las extremidades son muy cortas; los dígitos se encuentran fusionados. La coloración del cuerpo es oscura. Presenta una banda dorsal verdosa en un fondo de color grisáceo 2. 

## Distribución de la especie
Es endémica de México y se distribuye solo para Puerto del Aire en Veracruz. 

## Ambiente terrestre
Vive entre los 2,475 a 2,800 m.s.n.m. en bosques de pino-encino 2.

## Estado de conservación
Se considera como Sujeta a Protección Especial (Norma Oficial Mexicana 059) y esta como Amenazada en la lista roja de la UICN debido principalmente a la destrucción de su hábitat .